# 克列姆西基布戈爾
52°13′31″N 33°17′36″E / 52.22528°N 33.29333°E
克列姆西基布戈爾（烏克蘭語：Кремський Бугор），是烏克蘭的村落，位於該國北部切爾尼戈夫州，由諾夫哥羅德-謝韋爾斯基區負責管轄，面積0.26平方公里，海拔高度142米，2001年人口26，人口密度每平方公里100人。